# Kruteczek
Kruteczek – wieś w Polsce położona w województwie wielkopolskim, w powiecie czarnkowsko-trzcianeckim, w gminie Lubasz, nad jeziorem Kruteckim.
W latach 1975–1998 miejscowość administracyjnie należała do województwa pilskiego.
Kruteczek założono jako osadę olęderską w 1727. Jej centralna część ma zwartą zabudowę, nietypową dla tego rodzaju osad. Zachowane są liczne stare domy - mieszkalne w większości murowane, a gospodarcze - drewniane. Najcenniejszy jest dom nr 18 z szachulcowym poddaszem. 